# Burgos (Alfoz)
La Comarca de Burgos o l'Alfoz de Burgos és una comarca de la província de Burgos formada per 58 municipis, entre els quals figura la capital provincial. Té gairebé 200 mil habitants o el que ve a ser el mateix, la meitat de la població de la província.

## Municipis
| - Albillos - Alfoz de Quintanadueñas (4) - Arcos de la Llana (1) - Arlanzón (4) - Atapuerca - Barrios de Colina - Buniel - Burgos (1) - Campolara - Cavia - Carcedo de Burgos (1) - Cardeñadijo - Cardeñajimeno (2) - Cardeñuela Riopico - Castrillo del Val - Cayuela (1) - Celada del Camino - Cogollos - Cubillo del Campo - Estépar (10) - Frandovínez - Fresno de Rodilla - Hontoria de la Cantera - Hornillos del Camino - Huérmeces (3) - Hurones - Ibeas de Juarros (8) - Isar (3) | - Las Quintanillas - Los Ausines - Merindad de Río Ubierna (15) - Modúbar de la Emparedada - Orbaneja Riopico (1) - Palazuelos de la Sierra - Pedrosa de Río Urbel - Pineda de la Sierra - Quintanaortuño - Quintanapalla - Quintanilla-Riopico - Quintanilla Vivar (1) - Rabé de las Calzadas - Revilla del Campo (1) - Revillarruz (2) - Rubena - Saldaña de Burgos - San Adrián de Juarros - San Mamés de Burgos (1) - Sarracín - Sotragero - Tardajos - Tinieblas de la Sierra - Torrelara - Valle de las Navas - Valle de Santibáñez (9) - Villagonzalo Pedernales - Villalbilla de Burgos (1) - Villamiel de la Sierra - Villanueva de Argaño - Villariezo - Villayerno Morquillas - Villoruebo - Villasur de Herreros |